# José Manuel Castells
José Manuel Castells Arteche (Bilbao, 27 de julio de 1943-San Sebastián, 19 de octubre de 2024) fue un jurista y político español. Ejerció como catedrático de derecho administrativo en la Universidad del País Vasco y fue decano de la Facultad de Derecho. Fue miembro además de la Comisión Arbitral del País Vasco y se desempeñó como diputado foral en Guipúzcoa.

## Biografía
José Manuel Castells nació en Bilbao en 1943. Era hermano de Miguel Castells Arteche, Mª Teresa Castells Arteche, Mª Carmen Castells Arteche, Isabel María Castells Arteche y Luis Castells Arteche. 
Se doctoró en derecho por la Universidad Complutense de Madrid con premio extraordinario. Ha sido profesor invitado por la Universidad de Trento (1993) y ponente en el Congreso de la Universidad de Naciones Unidas (1992).
Ha sido miembro de la Comisión Arbitral del País Vasco, diputado foral de la primera Diputación Foral de Guipúzcoa de la democracia, director de administración local del Consejo General del País Vasco, impulsor del Instituto Vasco de Administración Pública, miembro de la primera Comisión Mixta de Transferencias y miembro de la Junta Electoral de Guipúzcoa.
También ha sido decano de la Facultad de Derecho de la Universidad del País Vasco y secretario general de la UPV. Como experto ha participado en la reforma constitucional del Senado, sobre seguridad pública en el Congreso de los Diputados, y en la Comisión Especial de Autogobierno del Parlamento Vasco.
En 1974 consiguió la plaza de profesor titular en la Universidad del País Vasco, y en 1984 la cátedra de Derecho Administrativo. Fue director de la revista vasca Administración Pública, miembro del consejo de redacción de la sección de derecho administrativo de la editorial MC Graw Hill y presidente de la sección de derecho de Eusko Ikaskuntza.

## Publicaciones
Entre las publicaciones de Castells están:
- La UPV-EHU a debate, 1998.
- La institucionalización jurídica y política de Vasconia, 1997.
- Cuestiones finiseculares de las administraciones públicas, 1991.
- La Policía autónoma, 1988.
- Libro Proceso de construcción y desarrollo de la función pública autonómica, 1987.
- La Euskadi autónoma y los funcionarios públicos, 1980.
- El estatuto vasco: El estado regional y el proceso estatutario vasco, 1976.